# Paratrigonoides mayri
Paratrigonoides mayri là một loài Hymenoptera trong họ Apidae. Loài này được Camargo & Roubik mô tả khoa học năm 2005.